# JAPAN RUGBY LEAGUE ONE 2023-24 DIVISION 2
ジャパンラグビーリーグワン 2023-24 DIVISION 2（ディビジョン2）は、日本のラグビーユニオンによる社会人リーグ戦「ジャパンラグビーリーグワン」2部リーグの3年度目として、2023年12月9日から翌年5月6日にかけて開催されていた日本のラグビーユニオンによる社会人リーグ戦である。

## 出来事
- このシーズンから、反則による退場は原則として20分レッドカードとなり、TMOが行われているDIVISION1と2にはオフ・フィールド・レビュー（TMOバンカー）が新たに導入される[1]。
- 第2節、2023年12月16日にヨドコウ桜スタジアムで行われた「レッドハリケーンズ大阪 対 日本製鉄釜石シーウェイブス」の対戦では8,586人が入場し、DIVISION2のリーグ戦1試合における入場者数の最多記録を更新した[2]。それまでの記録は、初年度2022シーズン第1節「三菱重工相模原ダイナボアーズ 対 花園近鉄ライナーズ」の5,305人。
- 第7節、2024年3月3日12時に岩手県釜石鵜住居復興スタジアムで開始予定の「日本製鉄釜石シーウェイブス 対 NECグリーンロケッツ東葛」[3] は、当日までの降雪の影響で中止になった。フィールド上に数センチ積もった雪や氷を、両チームのサポーターら約200人が当日の早朝から手作業で取り除いたが、一部が凍結していた[4][5][6]。この試合は、第8節の2024年3月17日にあらためて開催することになった[7]。
- 第9節、2024年3月24日に柏の葉公園総合競技場で行われた「NECグリーンロケッツ東葛 対 豊田自動織機シャトルズ愛知」の対戦では8,682人が入場し、DIVISION2のリーグ戦1試合における入場者数の最多記録を更新した[8]。
- リーグ戦最終第10節、2024年3月31日にヤンマースタジアム長居で行われた「レッドハリケーンズ大阪 対 九州電力キューデンヴォルテクス」の対戦に9,171人が入場し、DIVISION2のリーグ戦1試合における入場者数の最多記録を更新した[9][10]。
- 2024年4月6日（DIVISION2の順位決定戦の前で対戦休止中）、ジャパンラグビーリーグワン2023-24の総入場者数（DIVISION1・2・3の合計）が775,565人となり、最多記録を更新した。翌4月7日には796,928人になった。昨季2022-23シーズンの総入場者数は745,311人、初年度2022シーズンは484,047人だった[11]。

## チーム
| チーム名 （呼称）              | 略称   | 主たるホームスタジアム                            | 前年順位       |
| ------------------------------ | ------ | ------------------------------------------------- | -------------- |
| 浦安D-Rocks                    | 浦安DR | 駒沢オリンピック公園総合運動場陸上競技場          | DIVISION2 1位  |
| NECグリーンロケッツ東葛        | GR東葛 | 柏の葉公園総合競技場                              | DIVISION1 11位 |
| 豊田自動織機シャトルズ愛知     | S愛知  | パロマ瑞穂ラグビー場                              | DIVISION2 3位  |
| 日本製鉄釜石シーウェイブス     | 釜石SW | 釜石鵜住居復興スタジアム                          | DIVISION2 4位  |
| レッドハリケーンズ大阪         | RH大阪 | ヨドコウ桜スタジアム ヤンマースタジアム長居       | DIVISION3 1位  |
| 九州電力キューデンヴォルテクス | 九州KV | ベスト電器スタジアム 東平尾公園博多の森陸上競技場 | DIVISION3 2位  |

## 順位

### リーグ戦の順位
2023年12月から2024年3月まで6チームが総当たり戦を行い（各チーム5試合実施）、次にホームとビジターを入れ替えて総当たり戦を行う（各チーム5試合実施）。計10試合の「勝ち点」を競う。
| \| \| JAPAN RUGBY LEAGUE ONE 2023-24 DIVISION 2 順位表（2024年5月6日時点[13]） \| 編集 \| | | | | | | | | | | | | | | | | | | | |        |
| リーグ戦 | リーグ戦 | リーグ戦 | リーグ戦 | リーグ戦 | リーグ戦 | リーグ戦 | リーグ戦 | リーグ戦 | リーグ戦 | 順位決定戦 | 順位決定戦 | 順位決定戦 | 順位決定戦 | 順位決定戦 | 順位決定戦 | 順位決定戦 | 順位決定戦 | 順位決定戦 | 順位決定戦 | 入替戦 |
| 順位 | チーム | 試合数 | 勝ち点 | 勝 | 分 | 負 | 得点 | 失点 | 得失差 | 最終順位 | 順位 | 試合数 | 勝ち点 | 勝 | 分 | 負 | 得点 | 失点 | 得失差 | 入替戦 |
| 1 | 浦安D-Rocks | 10 | 42 | 9 | 0 | 1 | 365 | 152 | 213 | 優勝 | 1 | 2 | 10 | 2 | 0 | 0 | 105 | 48 | 57 | 昇格   |
| 2 | NECグリーンロケッツ東葛 | 10 | 37 | 8 | 0 | 2 | 411 | 224 | 187 | 3位 | 3 | 2 | 1 | 0 | 0 | 2 | 42 | 65 | -23 | 残留   |
| 3 | 豊田自動織機シャトルズ愛知 | 10 | 34 | 7 | 0 | 3 | 345 | 195 | 150 | 2位 | 2 | 2 | 4 | 1 | 0 | 1 | 37 | 71 | -34 | 残留   |
| 4 | レッドハリケーンズ大阪 | 10 | 12 | 3 | 0 | 7 | 187 | 389 | -202 | 4位 | 1 | 2 | 8 | 2 | 0 | 0 | 43 | 30 | 13 | ‐      |
| 5 | 九州電力キューデンヴォルテクス | 10 | 12 | 2 | 0 | 8 | 162 | 263 | -101 | 5位 | 2 | 2 | 4 | 1 | 0 | 1 | 54 | 54 | 0 | ‐      |
| 6 | 日本製鉄釜石シーウェイブス | 10 | 7 | 1 | 0 | 9 | 210 | 457 | -247 | 6位 | 3 | 2 | 1 | 0 | 0 | 2 | 50 | 63 | -13 | 残留   |
| | | | | | | | | | | | | | | | | | | | |        |
| - 勝ち点は、勝ち4点、引き分け2点、負け0点。 - ただし、7点差以内の負けは1点を付与、3トライ差以上での勝ちは追加で1点を付与。 - 同じ勝ち点である場合は下記の順番で順位を決定する。 1. 勝ち点 2. 勝利数 3. ①および②が同数であったチーム間の勝ち点 4. ①、②および③が同数であったチーム間の得失点差 5. 全試合の得失点差 6. 当該チーム間のトライ数 7. 全試合でのトライ数 8. 当該チーム間のトライ後のゴール数 9. 全試合でのトライ後のゴール数 10. 抽選 | - 勝ち点は、勝ち4点、引き分け2点、負け0点。 - ただし、7点差以内の負けは1点を付与、3トライ差以上での勝ちは追加で1点を付与。 - 同じ勝ち点である場合は下記の順番で順位を決定する。 1. 勝ち点 2. 勝利数 3. ①および②が同数であったチーム間の勝ち点 4. ①、②および③が同数であったチーム間の得失点差 5. 全試合の得失点差 6. 当該チーム間のトライ数 7. 全試合でのトライ数 8. 当該チーム間のトライ後のゴール数 9. 全試合でのトライ後のゴール数 10. 抽選 | - 勝ち点は、勝ち4点、引き分け2点、負け0点。 - ただし、7点差以内の負けは1点を付与、3トライ差以上での勝ちは追加で1点を付与。 - 同じ勝ち点である場合は下記の順番で順位を決定する。 1. 勝ち点 2. 勝利数 3. ①および②が同数であったチーム間の勝ち点 4. ①、②および③が同数であったチーム間の得失点差 5. 全試合の得失点差 6. 当該チーム間のトライ数 7. 全試合でのトライ数 8. 当該チーム間のトライ後のゴール数 9. 全試合でのトライ後のゴール数 10. 抽選 | - 勝ち点は、勝ち4点、引き分け2点、負け0点。 - ただし、7点差以内の負けは1点を付与、3トライ差以上での勝ちは追加で1点を付与。 - 同じ勝ち点である場合は下記の順番で順位を決定する。 1. 勝ち点 2. 勝利数 3. ①および②が同数であったチーム間の勝ち点 4. ①、②および③が同数であったチーム間の得失点差 5. 全試合の得失点差 6. 当該チーム間のトライ数 7. 全試合でのトライ数 8. 当該チーム間のトライ後のゴール数 9. 全試合でのトライ後のゴール数 10. 抽選 | - 勝ち点は、勝ち4点、引き分け2点、負け0点。 - ただし、7点差以内の負けは1点を付与、3トライ差以上での勝ちは追加で1点を付与。 - 同じ勝ち点である場合は下記の順番で順位を決定する。 1. 勝ち点 2. 勝利数 3. ①および②が同数であったチーム間の勝ち点 4. ①、②および③が同数であったチーム間の得失点差 5. 全試合の得失点差 6. 当該チーム間のトライ数 7. 全試合でのトライ数 8. 当該チーム間のトライ後のゴール数 9. 全試合でのトライ後のゴール数 10. 抽選 | - 勝ち点は、勝ち4点、引き分け2点、負け0点。 - ただし、7点差以内の負けは1点を付与、3トライ差以上での勝ちは追加で1点を付与。 - 同じ勝ち点である場合は下記の順番で順位を決定する。 1. 勝ち点 2. 勝利数 3. ①および②が同数であったチーム間の勝ち点 4. ①、②および③が同数であったチーム間の得失点差 5. 全試合の得失点差 6. 当該チーム間のトライ数 7. 全試合でのトライ数 8. 当該チーム間のトライ後のゴール数 9. 全試合でのトライ後のゴール数 10. 抽選 | - 勝ち点は、勝ち4点、引き分け2点、負け0点。 - ただし、7点差以内の負けは1点を付与、3トライ差以上での勝ちは追加で1点を付与。 - 同じ勝ち点である場合は下記の順番で順位を決定する。 1. 勝ち点 2. 勝利数 3. ①および②が同数であったチーム間の勝ち点 4. ①、②および③が同数であったチーム間の得失点差 5. 全試合の得失点差 6. 当該チーム間のトライ数 7. 全試合でのトライ数 8. 当該チーム間のトライ後のゴール数 9. 全試合でのトライ後のゴール数 10. 抽選 | - 勝ち点は、勝ち4点、引き分け2点、負け0点。 - ただし、7点差以内の負けは1点を付与、3トライ差以上での勝ちは追加で1点を付与。 - 同じ勝ち点である場合は下記の順番で順位を決定する。 1. 勝ち点 2. 勝利数 3. ①および②が同数であったチーム間の勝ち点 4. ①、②および③が同数であったチーム間の得失点差 5. 全試合の得失点差 6. 当該チーム間のトライ数 7. 全試合でのトライ数 8. 当該チーム間のトライ後のゴール数 9. 全試合でのトライ後のゴール数 10. 抽選 | - 勝ち点は、勝ち4点、引き分け2点、負け0点。 - ただし、7点差以内の負けは1点を付与、3トライ差以上での勝ちは追加で1点を付与。 - 同じ勝ち点である場合は下記の順番で順位を決定する。 1. 勝ち点 2. 勝利数 3. ①および②が同数であったチーム間の勝ち点 4. ①、②および③が同数であったチーム間の得失点差 5. 全試合の得失点差 6. 当該チーム間のトライ数 7. 全試合でのトライ数 8. 当該チーム間のトライ後のゴール数 9. 全試合でのトライ後のゴール数 10. 抽選 | - 勝ち点は、勝ち4点、引き分け2点、負け0点。 - ただし、7点差以内の負けは1点を付与、3トライ差以上での勝ちは追加で1点を付与。 - 同じ勝ち点である場合は下記の順番で順位を決定する。 1. 勝ち点 2. 勝利数 3. ①および②が同数であったチーム間の勝ち点 4. ①、②および③が同数であったチーム間の得失点差 5. 全試合の得失点差 6. 当該チーム間のトライ数 7. 全試合でのトライ数 8. 当該チーム間のトライ後のゴール数 9. 全試合でのトライ後のゴール数 10. 抽選 | - 順位決定戦は、リーグ戦上位3チーム、下位3チームに分かれて、総当たり戦を行う。 - 勝ち点、付与点（ボーナスポイント）、勝ち点が同じ際の順位決定については、左記のリーグ戦と同じ。 | - 順位決定戦は、リーグ戦上位3チーム、下位3チームに分かれて、総当たり戦を行う。 - 勝ち点、付与点（ボーナスポイント）、勝ち点が同じ際の順位決定については、左記のリーグ戦と同じ。 | - 順位決定戦は、リーグ戦上位3チーム、下位3チームに分かれて、総当たり戦を行う。 - 勝ち点、付与点（ボーナスポイント）、勝ち点が同じ際の順位決定については、左記のリーグ戦と同じ。 | - 順位決定戦は、リーグ戦上位3チーム、下位3チームに分かれて、総当たり戦を行う。 - 勝ち点、付与点（ボーナスポイント）、勝ち点が同じ際の順位決定については、左記のリーグ戦と同じ。 | - 順位決定戦は、リーグ戦上位3チーム、下位3チームに分かれて、総当たり戦を行う。 - 勝ち点、付与点（ボーナスポイント）、勝ち点が同じ際の順位決定については、左記のリーグ戦と同じ。 | - 順位決定戦は、リーグ戦上位3チーム、下位3チームに分かれて、総当たり戦を行う。 - 勝ち点、付与点（ボーナスポイント）、勝ち点が同じ際の順位決定については、左記のリーグ戦と同じ。 | - 順位決定戦は、リーグ戦上位3チーム、下位3チームに分かれて、総当たり戦を行う。 - 勝ち点、付与点（ボーナスポイント）、勝ち点が同じ際の順位決定については、左記のリーグ戦と同じ。 | - 順位決定戦は、リーグ戦上位3チーム、下位3チームに分かれて、総当たり戦を行う。 - 勝ち点、付与点（ボーナスポイント）、勝ち点が同じ際の順位決定については、左記のリーグ戦と同じ。 | - 順位決定戦は、リーグ戦上位3チーム、下位3チームに分かれて、総当たり戦を行う。 - 勝ち点、付与点（ボーナスポイント）、勝ち点が同じ際の順位決定については、左記のリーグ戦と同じ。 | - 順位決定戦は、リーグ戦上位3チーム、下位3チームに分かれて、総当たり戦を行う。 - 勝ち点、付与点（ボーナスポイント）、勝ち点が同じ際の順位決定については、左記のリーグ戦と同じ。 |        |
| | JAPAN RUGBY LEAGUE ONE 2023-24 DIVISION 2 順位表（2024年5月6日時点） | 編集 | | | | | | | | | | | | | | | | | |        |

### 最終順位
2024年4月19日から5月6日まで、リーグ戦の上位3チームで総当たり戦（各チーム2試合実施）の「勝ち点」で1〜3位を決め、下位3チームで総当たり戦（各チーム2試合実施）の「勝ち点」で4〜6位を決める。勝ち点の付け方はリーグ戦と同じ。
上位3チームは、DIVISION1との入替戦に進出する。DIVISION2の1位はDIVISION1の12位と、DIVISION2の2位はDIVISION1の11位と、DIVISION2の3位はDIVISION1の10位と、2試合ずつ行う（2024年5月17日～25日）。
次期2024-25シーズンは、DIVISION2は8チーム編成、DIVISION3に3チームが新規参入し6チーム編成となる。このため、DIVISION3の1〜2位はDIVISION2へ自動昇格する。
下位チームについては、DIVISION2の6位チームのみ、DIVISON3の3位チームと入替戦を行う（5月17-19日のいずれか、5月24-25日のいずれか、で2回対戦）。

#### 1〜3位　順位決定戦
2024年5月6日時点。各試合の勝敗・得点など詳細は、後述「試合一覧（順位決定戦）」
| 最終順位 | チーム                     | 試合数 | 勝ち点 | 勝 | 分 | 負 | 得点 | 失点 | 得失差 | 入替戦                       |
| -------- | -------------------------- | ------ | ------ | -- | -- | -- | ---- | ---- | ------ | ---------------------------- |
| 優勝     | 浦安D-Rocks                | 2      | 10     | 2  | 0  | 0  | 105  | 48   | 57     | DIVISION1 12位に勝利し、昇格 |
| 2        | 豊田自動織機シャトルズ愛知 | 2      | 4      | 1  | 0  | 1  | 37   | 71   | -34    | DIVISION1 11位と対戦         |
| 3        | NECグリーンロケッツ東葛    | 2      | 1      | 0  | 0  | 2  | 42   | 65   | -23    | DIVISION1 10位と対戦         |

#### 4〜6位　順位決定戦
2024年5月6日時点。各試合の勝敗・得点など詳細は、後述「試合一覧（順位決定戦）」
| 最終順位 | チーム                         | 試合数 | 勝ち点 | 勝 | 分 | 負 | 得点 | 失点 | 得失差 | 入替戦              |
| -------- | ------------------------------ | ------ | ------ | -- | -- | -- | ---- | ---- | ------ | ------------------- |
| 4        | レッドハリケーンズ大阪         | 2      | 8      | 2  | 0  | 0  | 43   | 30   | 13     | 入替戦なし・残留    |
| 5        | 九州電力キューデンヴォルテクス | 2      | 4      | 1  | 0  | 1  | 54   | 54   | 0      | 入替戦なし・残留    |
| 6        | 日本製鉄釜石シーウェイブス     | 2      | 1      | 0  | 0  | 2  | 50   | 63   | -13    | DIVISION3 3位と対戦 |

## 受賞者
年間表彰式「NTTジャパンラグビー リーグワン2023-24 アワード」の各賞受賞者のうち、主にDIVISION2に関連するもの。別ページの「DIVISION1 受賞者」「DIVISION3 受賞者」も参照のこと。

### チーム表彰
- DIVISION2 優勝：浦安D-Rocks【2季連続2回目】
- DIVISION2 フェアプレーチーム賞：浦安D-Rocks【初】- レギュラーシーズン（リーグ戦、順位決定戦）の反則数およびカード提示枚数などをポイント換算し、各DIVISIONで最も少ないチーム[17]

### 個人表彰
- DIVISION2 MVP：石井魁（浦安DR）【初】
- DIVISION2 得点王：フレディー・バーンズ（S愛知）【初】- 107得点（2T、32G、11PG）[18]
- DIVISION2 最多トライゲッター：[18]
  - ヘンリージェイミー（釜石SW）【初】- 8トライ
  - 石井魁（浦安DR）【初】- 8トライ
  - 安田卓平（浦安DR）【初】- 8トライ
- DIVISION2 ベストキッカー：ティアン・スワネポール（GR東葛）【初】- キック成功率（G・PG）75.5％[19]
- DIVISION2 ベストタックラー：藤田達成（RH大阪）【初】- タックル数119回, 成功数103回, 成功率86.6％[19]
- DIVISION2 ベストラインブレイカー：レメキロマノラヴァ（GR東葛）【初】- 17回[19]
- DIVISION2 優秀ヘッドコーチ賞：ヨハン・アッカーマン（浦安DR）【初】
- ベストホイッスル賞：古瀬健樹レフリー【2季連続、2回目】

### プレイヤーズ・チョイス・プライズ
選手によって自ら受賞対象選手を選ぶ賞。
- DIVISION2 プレーヤー・オブ・ザ・シーズン：レメキロマノラヴァ（GR東葛）【初】
- DIVISION2 ゴールデンショルダー：武者大輔（釜石SW）【初】

## 入場者数

### 入場者数の推移
| シーズン | 実施 試合数 | 総入場数  | 1試合平均         | DIVISION1 1試合平均 | DIVISION2 1試合平均 | DIVISION3 1試合平均 | 入替戦 1試合平均 | プレーオフ 1試合平均 | 備考          |
| -------- | ----------- | --------- | ----------------- | ------------------- | ------------------- | ------------------- | ---------------- | -------------------- | ------------- |
| 2022     | 150         | 484,047   | 3,227             | 4,213               | 1,670               | 847                 | 1,893            | 15,896               | [ 20 ] [ 21 ] |
| 2022-23  | 168         | 745,311   | 4,436 前年比37%増 | 5,744 前年比36%増   | 1,739 前年比4%増    | 1,437 前年比70%増   | 2,273            | 19,842 前年比25%増   | [ 22 ]        |
| 2023-24  | 173         | 1,146,524 | 6,603 前年比49%増 | 8,929 前年比55%増   | 3,185 前年比83%増   | 1,456 前年比1%増    | 3,702            | 24,648 前年比24%増   | [ 23 ]        |

前シーズンまでの新型コロナウイルス感染症への対策にもとづく 人数規制が無くなった。
- DIVISION2第2節で、12月16日にヨドコウ桜スタジアムで行われた「レッドハリケーンズ大阪 対 日本製鉄釜石シーウェイブス」（ホーム：RH大阪）において入場者数8,586人となり、DIVISION2最多記録を更新した[24]。
- 2024年4月6日（DIVISION1とDIVISION3の第12節）、ジャパンラグビーリーグワン2023-24の総入場者数（DIVISION1・2・3の合計）が775,565人となり、最多記録を更新した。翌4月7日にはさらに更新し、796,928人になった[25]。
- 最終的にシーズン1試合平均が6,603人となり[23]、前身トップリーグ時代の最多となった2015-16シーズンの1試合平均6,470人[26]を超えた。

### 他のプロスポーツリーグとの比較
| リーグ                     | シーズン | 期間                          | 試合数 | 総入場者数 | 1試合平均 入場数 | 備考                          | 出典          |
| -------------------------- | -------- | ----------------------------- | ------ | ---------- | ---------------- | ----------------------------- | ------------- |
| ジャパンラグビーリーグワン | 2023-24  | 2023年12月9日 - 2024年5月26日 | 173    | 1,146,524  | 6,603            | 1シーズン総入場者数が過去最多 | [ 23 ]        |
| Jリーグ公式戦（サッカー）  | 2024     | 2024年2月23日 - 12月8日       | 1,219  | 12,540,265 | 10,287           | 年間総入場者数が過去最多      | [ 27 ]        |
| セ・パ公式戦（プロ野球）   | 2024     | 2024年3月29日 - 11月3日       | 858    | 26,681,715 | 31,098           | 観客動員数がNPB史上過去最多   | [ 28 ] [ 29 ] |

## 試合一覧

### リーグ戦

#### 第1節
| 2023年12月9日 14:30 | グリーンロケッツ東葛 | 31-28 | 浦安D-Rocks | 柏の葉公園総合競技場 観客数: 5,066人 |
| 2023年12月9日 14:30 | レポート             |       |             | 柏の葉公園総合競技場 観客数: 5,066人 |

| 2023年12月9日 14:30 | 九州電力キューデンヴォルテクス | 22-26 | レッドハリケーンズ大阪 | 東平尾公園博多の森陸上競技場 観客数: 3,370人 |
| 2023年12月9日 14:30 | レポート                       |       |                        | 東平尾公園博多の森陸上競技場 観客数: 3,370人 |

| 2023年12月10日 13:00 | 日本製鉄釜石シーウェイブス | 7-52 | 豊田自動織機シャトルズ愛知 | 釜石鵜住居復興スタジアム 観客数: 1,245人 |
| 2023年12月10日 13:00 | レポート                   |      |                            | 釜石鵜住居復興スタジアム 観客数: 1,245人 |

#### 第2節
| 2023年12月16日 14:30 | 浦安D-Rocks | 57-12 | 九州電力キューデンヴォルテクス | スピアーズえどりくフィールド 観客数: 2,462人 |
| 2023年12月16日 14:30 | レポート    |       |                                | スピアーズえどりくフィールド 観客数: 2,462人 |

| 2023年12月16日 14:30 | 豊田自動織機シャトルズ愛知 | 36-25 | グリーンロケッツ東葛 | パロマ瑞穂ラグビー場 観客数: 1,716人 |
| 2023年12月16日 14:30 | レポート                   |       |                      | パロマ瑞穂ラグビー場 観客数: 1,716人 |

| 2023年12月16日 14:30 | レッドハリケーンズ大阪 | 27-25 | 日本製鉄釜石シーウェイブス | ヨドコウ桜スタジアム 観客数: 8,586人 |
| 2023年12月16日 14:30 | レポート               |       |                            | ヨドコウ桜スタジアム 観客数: 8,586人 |

【追加的処分】サム・ヘンウッド（釜石SW）→ 3試合（第3節～第5節）出場停止
- DIVISION2のリーグ戦1試合における入場者数の過去最多記録を更新した[2]。2022シーズン第1節の5,305人以来。

#### 第3節
| 2023年12月23日 12:00 | グリーンロケッツ東葛 | 41-24 | 九州電力キューデンヴォルテクス | 柏の葉公園総合競技場 観客数: 2,555人 |
| 2023年12月23日 12:00 | レポート             |       |                                | 柏の葉公園総合競技場 観客数: 2,555人 |

| 2023年12月24日 12:00 | 日本製鉄釜石シーウェイブス | 22-52 | 浦安D-Rocks | ハワイアンズスタジアムいわき 観客数: 820人 |
| 2023年12月24日 12:00 | レポート                   |       |             | ハワイアンズスタジアムいわき 観客数: 820人 |

| 2023年12月24日 14:30 | 豊田自動織機シャトルズ愛知 | 71-12 | レッドハリケーンズ大阪 | パロマ瑞穂ラグビー場 観客数: 1,102人 |
| 2023年12月24日 14:30 | レポート                   |       |                        | パロマ瑞穂ラグビー場 観客数: 1,102人 |

#### 第4節
| 2024年1月6日 13:00 | 九州電力キューデンヴォルテクス | 20-11 | 日本製鉄釜石シーウェイブス | ミクニワールドスタジアム北九州 観客数: 2,858人 |
| 2024年1月6日 13:00 | レポート                       |       |                            | ミクニワールドスタジアム北九州 観客数: 2,858人 |

| 2024年1月13日 12:00 | レッドハリケーンズ大阪 | 13-48 | グリーンロケッツ東葛 | ヨドコウ桜スタジアム 観客数: 3,012人 |
| 2024年1月13日 12:00 | レポート               |       |                      | ヨドコウ桜スタジアム 観客数: 3,012人 |

| 2024年1月13日 14:30 | 浦安D-Rocks | 10-7 | 豊田自動織機シャトルズ愛知 | ゼットエーオリプリスタジアム 観客数: 1,042人 |
| 2024年1月13日 14:30 | レポート    |      |                            | ゼットエーオリプリスタジアム 観客数: 1,042人 |

- 後半7分、雷による中断の後、中止決定。試合時間47分のため成立。

#### 第5節
| 2024年1月28日 14:30 | 豊田自動織機シャトルズ愛知 | 52-19 | 九州電力キューデンヴォルテクス | パロマ瑞穂ラグビー場 観客数: 1,175人 |
| 2024年1月28日 14:30 | レポート                   |       |                                | パロマ瑞穂ラグビー場 観客数: 1,175人 |

| 2024年2月3日 13:00 | 浦安D-Rocks | 45-15 | レッドハリケーンズ大阪 | 駒沢オリンピック公園総合運動場陸上競技場 観客数: 6,039人 |
| 2024年2月3日 13:00 | レポート    |       |                        | 駒沢オリンピック公園総合運動場陸上競技場 観客数: 6,039人 |

- 浦安D-Rocksトップパートナーの日本航空がマッチスポンサーとなり、「JALドリームスカイマッチ2024」として開催[31]。
- 同じNTTグループのチームによる対戦のため、「NTTダービー」とも呼ばれた[32]。

| 2024年2月4日 14:30 | グリーンロケッツ東葛 | 61-17 | 日本製鉄釜石シーウェイブス | 柏の葉公園総合競技場 観客数: 3,593人 |
| 2024年2月4日 14:30 | レポート             |       |                            | 柏の葉公園総合競技場 観客数: 3,593人 |

【追加的処分】レメキロマノラヴァ（GR東葛）→ 2試合（第6節・第8節）出場停止

#### 第6節
| 2024年2月10日 14:30 | レッドハリケーンズ大阪 | 15-24 | 豊田自動織機シャトルズ愛知 | ヨドコウ桜スタジアム 観客数: 5,922人 |
| 2024年2月10日 14:30 | レポート               |       |                            | ヨドコウ桜スタジアム 観客数: 5,922人 |

| 2024年2月17日 14:30 | 浦安D-Rocks | 85-5 | 日本製鉄釜石シーウェイブス | 大和なでしこスタジアム 観客数: 1,162人 |
| 2024年2月17日 14:30 | レポート    |      |                            | 大和なでしこスタジアム 観客数: 1,162人 |

| 2024年2月24日 13:00 | 九州電力キューデンヴォルテクス | 8-12 | グリーンロケッツ東葛 | 白波スタジアム 観客数: 2,279人 |
| 2024年2月24日 13:00 | レポート                       |      |                      | 白波スタジアム 観客数: 2,279人 |

#### 第7節
| 2024年3月2日 14:30 | 九州電力キューデンヴォルテクス | 10-15 | 豊田自動織機シャトルズ愛知 | 東平尾公園博多の森陸上競技場 観客数: 1,649人 |
| 2024年3月2日 14:30 | レポート                       |       |                            | 東平尾公園博多の森陸上競技場 観客数: 1,649人 |

| 2024年3月3日 12:00 | 日本製鉄釜石シーウェイブス | 中止 | グリーンロケッツ東葛 | 釜石鵜住居復興スタジアム |
| 2024年3月3日 12:00 | 降雪の影響                 |      |                      | 釜石鵜住居復興スタジアム |

- 第8節の3月17日に再試合を行う。

| 2024年3月3日 13:00 | レッドハリケーンズ大阪 | 12-31 | 浦安D-Rocks | ヨドコウ桜スタジアム 観客数: 3,782人 |
| 2024年3月3日 13:00 | レポート               |       |             | ヨドコウ桜スタジアム 観客数: 3,782人 |

#### 第8節
| 2024年3月10日 13:00 | 日本製鉄釜石シーウェイブス | 28-11 | 九州電力キューデンヴォルテクス | 釜石鵜住居復興スタジアム 観客数: 3,947人 |
| 2024年3月10日 13:00 | レポート                   |       |                                | 釜石鵜住居復興スタジアム 観客数: 3,947人 |

| 2024年3月10日 14:30 | グリーンロケッツ東葛 | 60-15 | レッドハリケーンズ大阪 | 柏の葉公園総合競技場 観客数: 2,715人 |
| 2024年3月10日 14:30 | レポート             |       |                        | 柏の葉公園総合競技場 観客数: 2,715人 |

| 2024年3月17日 12:00 | 日本製鉄釜石シーウェイブス | 26-63 | グリーンロケッツ東葛 | 釜石鵜住居復興スタジアム 観客数: 734人 |
| 2024年3月17日 12:00 | レポート                   |       |                      | 釜石鵜住居復興スタジアム 観客数: 734人 |

- 第7節の再試合として実施。

| 2024年3月17日 14:30 | 豊田自動織機シャトルズ愛知 | 14-19 | 浦安D-Rocks | パロマ瑞穂ラグビー場 観客数: 1,845人 |
| 2024年3月17日 14:30 | レポート                   |       |             | パロマ瑞穂ラグビー場 観客数: 1,845人 |

#### 第9節
| 2024年3月23日 14:30 | 九州電力キューデンヴォルテクス | 6-7 | 浦安D-Rocks | 九州地区 観客数: 1,716人 |
| 2024年3月23日 14:30 | レポート                       |     |             | 九州地区 観客数: 1,716人 |

| 2024年3月24日 12:00 | 日本製鉄釜石シーウェイブス | 33-38 | レッドハリケーンズ大阪 | いわぎんスタジアム 観客数: 1,464人 |
| 2024年3月24日 12:00 | レポート                   |       |                        | いわぎんスタジアム 観客数: 1,464人 |

| 2024年3月24日 14:30 | グリーンロケッツ東葛 | 42-26 | 豊田自動織機シャトルズ愛知 | 柏の葉公園総合競技場 観客数: 8,682人 |
| 2024年3月24日 14:30 | レポート             |       |                            | 柏の葉公園総合競技場 観客数: 8,682人 |

- DIVISION2のリーグ戦1試合における入場者数の過去最多記録を更新した[8]。第2節（2023年12月16日）以来。

#### 第10節
| 2024年3月30日 12:00 | 豊田自動織機シャトルズ愛知 | 48-36 | 日本製鉄釜石シーウェイブス | パロマ瑞穂ラグビー場 観客数: 1,810人 |
| 2024年3月30日 12:00 | レポート                   |       |                            | パロマ瑞穂ラグビー場 観客数: 1,810人 |

| 2024年3月30日 14:30 | 浦安D-Rocks | 31-28 | グリーンロケッツ東葛 | ユアテックスタジアム仙台 観客数: 6,146人 |
| 2024年3月30日 14:30 | レポート    |       |                      | ユアテックスタジアム仙台 観客数: 6,146人 |

| 2024年3月31日 14:30 | レッドハリケーンズ大阪 リーグ戦4位 | 14-30 | 九州電力キューデンヴォルテクス リーグ戦5位 | ヤンマースタジアム長居 観客数: 9,171人 |
| 2024年3月31日 14:30 | レポート                           |       |                                            | ヤンマースタジアム長居 観客数: 9,171人 |

- DIVISION2のリーグ戦1試合における入場者数の過去最多記録を、前節に続き更新した。

- 2024年4月6日、ジャパンラグビーリーグワン2023-24の総入場者数（DIVISION1・2・3の合計）が775,565人となり、最多記録を更新した。翌4月7日には796,928人になった。昨季2022-23シーズンの総入場者数は745,311人、初年度2022シーズンは484,047人だった[11]。

### 順位決定戦

#### 順位決定戦 第1節
| 2024年4月19日 19:00 | レッドハリケーンズ大阪 リーグ戦4位 | 21-18 | 日本製鉄釜石シーウェイブス リーグ戦6位 | ヨドコウ桜スタジアム 観客数: 1,742人 |
| 2024年4月19日 19:00 | レポート                           |       |                                        | ヨドコウ桜スタジアム 観客数: 1,742人 |

| 2024年4月20日 14:30 | 浦安D-Rocks リーグ戦1位 | 57-20 | 豊田自動織機シャトルズ愛知 リーグ戦3位 | ゼットエーオリプリスタジアム 観客数: 933人 |
| 2024年4月20日 14:30 | レポート                |       |                                        | ゼットエーオリプリスタジアム 観客数: 933人 |

#### 順位決定戦 第2節
| 2024年4月28日 12:00 | 九州電力キューデンヴォルテクス リーグ戦5位 | 42-32 | 日本製鉄釜石シーウェイブス リーグ戦6位 | 博多の森陸上競技場 観客数: 3,618人 |
| 2024年4月28日 12:00 | レポート                                   |       |                                        | 博多の森陸上競技場 観客数: 3,618人 |

- 日本製鉄釜石シーウェイブスは6位が確定し、DIVISION3との入替戦が決まった。

| 2024年4月28日 14:30 | NECグリーンロケッツ東葛 リーグ戦2位 | 14-17 | 豊田自動織機シャトルズ愛知 リーグ戦3位 | 柏の葉公園総合競技場 観客数: 3,385人 |
| 2024年4月28日 14:30 | レポート                            |       |                                        | 柏の葉公園総合競技場 観客数: 3,385人 |

#### 順位決定戦 第3節
| 2024年5月5日 14:30 | レッドハリケーンズ大阪 リーグ戦4位 | 22-12 | 九州電力キューデンヴォルテクス リーグ戦5位 | ヤンマースタジアム長居 観客数: 5,331人 |
| 2024年5月5日 14:30 | レポート                           |       |                                            | ヤンマースタジアム長居 観客数: 5,331人 |

| 2024年5月6日 12:00 | 浦安D-Rocks リーグ戦1位 | 48-28 | NECグリーンロケッツ東葛 リーグ戦2位 | セイホクパーク石巻フットボール場 観客数: 2,001人 |
| 2024年5月6日 12:00 | レポート                |       |                                     | セイホクパーク石巻フットボール場 観客数: 2,001人 |

### 入替戦（DIVISION1/DIVISION2）
昇格・降格は、(1)勝ち点、(2)勝利数、(3)得失点差、(4)トライ数、(5)トライ後のゴール数、によって決定する。それでも順位が決まらない場合、DIVISION1所属チームが残留する。勝ち点は、勝ち4点、引き分け2点、負け0点。7点差以内の負けは1点を付与し、3トライ差以上での勝ちは追加で1点を付与する。

#### 第1戦
| 2024年 5月18日 12:00 | 浦安D-Rocks DIVISIN2 1位 | 21-12    | 花園近鉄ライナーズ DIVISION1 12位 | スピアーズえどりくフィールド 観客数: 5,004人 |
| 2024年 5月18日 12:00 | トライ: 3 勝ち点: 4      | レポート | トライ: 2 勝ち点: 0               | スピアーズえどりくフィールド 観客数: 5,004人 |

| 2024年 5月18日 12:00 | 豊田自動織機シャトルズ愛知 DIVISIN2 2位 | 39-57    | 三重ホンダヒート DIVISION1 11位 | パロマ瑞穂ラグビー場 観客数: 2,771人 |
| 2024年 5月18日 12:00 | トライ: 5 勝ち点: 0                     | レポート | トライ: 8 勝ち点: 5             | パロマ瑞穂ラグビー場 観客数: 2,771人 |

| 2024年 5月18日 14:30 | NECグリーンロケッツ東葛 DIVISIN2 3位 | 21-40    | リコーブラックラムズ東京 DIVISION1 10位 | 柏の葉公園総合競技場 観客数: 5,062人 |
| 2024年 5月18日 14:30 | トライ: 3 勝ち点: 0                  | レポート | トライ: 6 勝ち点: 5                     | 柏の葉公園総合競技場 観客数: 5,062人 |

#### 第2戦
| 2024年 5月24日 19:00 | 花園近鉄ライナーズ DIVISION1 12位 | 30-35    | 浦安D-Rocks DIVISION2 1位 | 東大阪市花園ラグビー場 観客数: 7,883人 |
| 2024年 5月24日 19:00 | トライ: 3 合計勝ち点: 1           | レポート | トライ: 4 合計勝ち点: 8   | 東大阪市花園ラグビー場 観客数: 7,883人 |

- 浦安D-RocksがDIVISION1へ昇格、花園近鉄ライナーズがDIVISION2へ降格[35]。

| 2024年 5月25日 12:00 | 三重ホンダヒート DIVISION1 11位 | 15-24    | 豊田自動織機シャトルズ愛知 DIVISION2 2位 | 三重交通Gスポーツの杜 鈴鹿 観客数: 4,230人 |
| 2024年 5月25日 12:00 | トライ: 2 合計勝ち点: 5         | レポート | トライ: 4 合計勝ち点: 4                  | 三重交通Gスポーツの杜 鈴鹿 観客数: 4,230人 |

- 豊田自動織機シャトルズ愛知が勝利したが勝ち点で逆転できず、両チームとも各DIVISIONに残留[36]。

| 2024年 5月25日 14:30 | リコーブラックラムズ東京 DIVISION1 10位 | 55-0     | NECグリーンロケッツ東葛 DIVISION2 3位 | 相模原ギオンスタジアム 観客数: 2,523人 |
| 2024年 5月25日 14:30 | トライ: 9 合計勝ち点: 10                | レポート | トライ: 0 合計勝ち点: 0               | 相模原ギオンスタジアム 観客数: 2,523人 |

【追加的処分】アセリ・マシヴォウ（GR東葛）→ 2試合出場停止
- 両チームとも、各DIVISIONに残留[38]。

### 入替戦（DIVISION2/DIVISION3）
昇格・降格は、(1)勝ち点、(2)勝利数、(3)得失点差、(4)トライ数、(5)トライ後のゴール数、によって決定する。それでも順位が決まらない場合、DIVISION2所属チームが残留する。勝ち点は、勝ち4点、引き分け2点、負け0点。7点差以内の負けは1点を付与し、3トライ差以上での勝ちは追加で1点を付与する。

#### 第1戦
| 2024年 5月19日 14:30 | 日本製鉄釜石シーウェイブス DIVISIN2 6位 | 37-19    | クリタウォーターガッシュ昭島 DIVISIN3 3位 | いわぎんスタジアム 観客数: 949人 |
| 2024年 5月19日 14:30 | トライ: 4                               | レポート | トライ: 3                                 | いわぎんスタジアム 観客数: 949人 |

#### 第2戦
| 2024年 5月25日 12:00 | クリタウォーターガッシュ昭島 DIVISIN3 3位 | 26-41         | 日本製鉄釜石シーウェイブス DIVISIN2 6位 | AGFフィールド 観客数: 1,197人 |
| 2024年 5月25日 12:00 | トライ: 4                                 | レポート 報道 | トライ: 6                               | AGFフィールド 観客数: 1,197人 |

- 両チームとも、各DIVISIONに残留。

## レフリー

### パネルレフリー
2023-24シーズンでレフリーを担当する16名。日本ラグビーフットボール協会A級レフリーから選出された。「パネル（panel）」とは「選抜された」「招待された」などの意味。
| - 大内想太 - 梶原晃久 - 川原佑 - 関谷惇大 | - 立川誠道 - 手束伊吹 - 滑川剛人 - 橋元教明 | - 濱田巧 - 平川哲也 - 廣瀬亮治 - 古瀬健樹 | - 水谷元紀 - 三井健太 - 山内昂輝 - 山本篤志 |

### 海外招へいレフリー
DIVISION2の第1節の1試合で、レフリーを担当した。
- ダン・ウェンガ（Dan Waenga）- ニュージーランド

## 試合中継メディア
特記がない限り、DIVISION2の試合中継メディアについて。

### J SPORTS
J SPORTSが事業共創パートナーに就任しており、リーグワン全試合のテレビ・インターネット中継の放映権を取得。初年度2022シーズンから以下のように放送・配信している。
- 4つのテレビ放送チャンネルを活用し、全試合ノーカット実況中継する[41]。しばしば録画放送となる。
- すべての試合について、「J SPORTSオンデマンド」で生中継配信・見逃し配信をする[42]。
- 『ラグビー わんだほー! 〜ラグビー情報番組〜』（初回は月曜22時から、以後随時再放送）で、当該週の全DIVISIONの試合ハイライトを毎週1時間ずつ放送する[43]。

### J SPORTS以外
出典:
- 地上波では、2023年12月9日に福岡放送が九州電力キューデンヴォルテクスのリーグ開幕戦を中継した[45]。シーズン中、唯一のDIVISION2地上波中継。
- リーグワン公式ウェブサイト特設ページ と JAPAN RUGBY APP（ジャパンラグビーアプリ）で、毎週1試合を無料でライブ配信[46]。
- ジャパンラグビーリーグワンの公式YouTubeチャンネル では、全DIVISIONについてハイライト動画を配信[47]。
- BS朝日「ラグビーウィークリー」では、毎週月曜23時から24分間、リーグワンの一部の試合を映像を使用して報道する[48]。

下の表は、2023-24シーズンDIVISION2の全対戦。録画放送を含む。
| メディア    | 回数 | 備考（原則としてホストチームを表記） |
| ----------- | ---- | ------------------------------------ |
| IBC岩手放送 | ４   | 釜石SW                               |
| 福岡放送    | 1    | 九州KV                               |
| J:COM千葉   | 1    | 浦安DR                               |
| Lemino      | 2    | 浦安DR (D1/D2入替戦)                 |